# Johan Söderman
Carl Johan Söderman, född 12 oktober 1969 i Filipstads församling, Värmlands län, är en svensk folkbildare och professor vid Göteborgs universitet. Hans forskning berör samhälleliga, pedagogiska, estetiska/musikaliska och kulturella implikationer på barn och ungdomskultur, sociala rörelser, civilsamhälle, vuxnas lärande och folkbildning.

## Biografi
Han växte upp i Eksjö och gjorde sig där känd som musiker. Söderman, som disputerade på hiphopmusik 2007, är docent vid Lunds universitets konstnärliga fakultet sedan 2013 och professor i barn- och ungdomsvetenskap vid Göteborgs universitet sedan 2018.